# Xã Glade, Quận Warren, Pennsylvania
Xã Glade (tiếng Anh: Glade Township) là một xã thuộc quận Warren, tiểu bang Pennsylvania, Hoa Kỳ. Năm 2010, dân số của xã này là 2.308 người.